# Championnat d'Islande de football 1955
Navigation
Saison précédente Saison suivante
La saison 1955 du Championnat d'Islande de football était la 44e édition de la première division islandaise. Pour la première fois dans l'histoire de la première division, le bas du classement va avoir un enjeu puisque la deuxième division (la 2. Deild) est mise en place à partir de la saison 1955. L'équipe classée dernière de 1. Deild est reléguée tandis que le vainqueur de la 2. Deild la remplace.
C'est le KR Reykjavik qui termine en tête du championnat. C'est le 15e titre de champion d'Islande de l'histoire du club.
Quant au Þróttur Reykjavík, après avoir perdu ses 5 matchs et avoir encaissé 27 buts, il devient le premier club relégué de l'histoire, remplacé au sein de l'élite par le club d'ÍBA Akureyri. 

## Les 6 clubs participants
- KR Reykjavik
- Fram Reykjavik
- Valur Reykjavik
- Vikingur Reykjavik
- Þróttur Reykjavík
- IA Akranes

## Compétition

### Classement
Le barème de points servant à établir le classement se décompose ainsi :
- Victoire : 2 points
- Match nul : 1 point
- Défaite : 0 point

| Rang | Équipe             | Pts | J | G | N | P | Bp | Bc | Diff |
| ---- | ------------------ | --- | - | - | - | - | -- | -- | ---- |
| 1    | KR Reykjavik       | 9   | 5 | 4 | 1 | 0 | 21 | 3  | +18  |
| 2    | IA Akranes T       | 8   | 5 | 4 | 0 | 1 | 23 | 7  | +16  |
| 3    | Valur Reykjavik    | 6   | 5 | 2 | 2 | 1 | 13 | 6  | +7   |
| 4    | Vikingur Reykjavik | 4   | 5 | 2 | 0 | 3 | 9  | 20 | -11  |
| 5    | Fram Reykjavík     | 3   | 5 | 1 | 1 | 3 | 6  | 11 | -5   |
| 6    | þróttur Reykjavík  | 0   | 5 | 0 | 0 | 5 | 2  | 27 | -25  |

|  | Champion d'Islande 1955 |
|  | Relégué en 2. Deild     |

### Matchs
Tous les matchs se sont disputés au stade de Melavöllur à Reykjavik.
| Résultats (▼dom., ►ext.)                                   | Fra | KR  | Val | Vik | Tro | Akr |
| Fram Reykjavik                                             |     | 0-3 | 0-0 | 3-4 | 3-1 | 0-3 |
| KR Reykjavik                                               |     |     | 1-1 | 7-0 | 6-1 | 4-1 |
| Valur Reykjavík                                            |     |     |     | 4-0 | 6-0 | 2-5 |
| Vikingur Reykjavik                                         |     |     |     |     | 4-0 | 1-6 |
| Þróttur Reykjavík                                          |     |     |     |     |     | 0-8 |
| IA Akranes                                                 |     |     |     |     |     |     |
| - Victoire à domicile - Match nul - Victoire à l'extérieur |     |     |     |     |     |     |

## Bilan de la saison
| Tableau d'Honneur                 |            |
| Compétition                       | Vainqueur  |
| Championnat d'Islande de football | IA Akranes |

| Promotion et relégation |                   |
| Relégué en 2. Deild     | Þróttur Reykjavík |
| Promu en 1. Deild       | ÍBA Akureyri      |

## Meilleurs buteurs
| # | Buteurs              | Clubs                        | Nb de Buts |
| - | -------------------- | ---------------------------- | ---------- |
| 1 | Ríkharður Jónsson    | IA Akranes                   | 7          |
| 1 | þorður Jonsson       | IA Akranes                   | 7          |
| 1 | þordðr þorðarsson    | IA Akranes                   | 7          |
| 4 | þorbjorn Friðriksson | KR Reykjavik                 | 5          |
| 5 | Hörður Felixson      | KR Reykjavik/Valur Reykjavik | 4          |
| 5 | Sigurður Sigurðsson  | Valur Reykjavik              | 4          |